# لوله هادی
لوله هادی (به انگلیسی: Conductor pipe) به لوله‌ای گفته می‌شود که در آغاز حفاری در زمین قرار می‌گیرد و پس از آن حفاری از درون آن آغاز میشود. این لوله معمولاً ۴۰ تا ۴۳ اینچ قطر و ۵ متر طول دارد.